# Протоліт
Протоліт — основа метаморфічної породи. У геології та петрології цей термін використовується для опису породи, яка є відправною точкою для метаморфічних процесів і пов’язаних з ними продуктів. Протолітом метаморфічної породи може бути як магматична , так і осадова порода. У деяких випадках, наприклад, гнейс, в назві часто використовується префікс, що вказує на генетичний тип протоліту: орто — коли порода утворилася з магматичної породи і пара - коли протоліт був осадовою породою (парагнейс, ортогнейс).
Коли порода зазнала часткових або слабких перетворень, протоліт видно макроскопічно, аналізуючи текстуру та структуру породи та мінеральний склад, що відповідає породі, наприклад, метагабро. Якщо метаморфічна порода не має жодних характеристик вихідної породи, протоліт визначається на основі, серед іншого, реліктові мінерали, аналогії магматичним і осадовим породам у метаморфічному середовищі тощо.
Прикладом породи, яка не демонструє характеристик свого попередника, є серпентиніт. Ця порода утворена гідротермальним метасоматозом, що діє на офіоліти. Протоліти серпентиніту являли собою ультраосновні породи, такі як дуніти, гарцбургіти, лерцоліти, вебстерити та піроксеніти. Це магматичні породи, які характеризуються видимою кристалічною структурою, тоді як серпентиніт є афанітовою породою. Тим не менш, олівін, будучи одним з основних компонентів ультрабазитів, дуже швидко серпантинізується, що добре видно на мікроскопічному препараті.
Багато метаморфічних порід не показують підказок для встановлення протоліту. Прикладом може служити нефрит, про походження якого написано багато наукових публікацій.